# Festival international du film de Moscou 1983
Le 13e festival international du film de Moscou se tient du 7 au 21 juillet 1983. Les prix d'or sont  décernés au film marocain-guinéen-sénégalais Amok réalisé par Souheil Ben-Barka, au film nicaraguéen-cubain-mexicain-costa ricain Alsino et le Condor réalisé par Miguel Littín et au film soviétique Vassa réalisé par Gleb Panfilov.

## Jury
- Stanislav Rostotski (URSS – Président du Jury)
- Maya-Gozel Aimedova (URSS)
- Vladimir Baskakov URSS)
- Blanca Guerra (Mexique)
- Cesare Zavattini (Italie)
- Jacques Duqeau-Rupp (France)
- Stanisław Mikulski (Pologne)
- Ulyses Petit de Murat (Argentine)
- Ion Popescu-Gopo (Roumanie)
- Dusan Roll (Tchécoslovaquie)
- Alimata Salambere (Haute Volta)
- Mrinal Sen (Inde)
- Georgi Stoyanov (Bulgarie)
- Pham Nguoc Truong (Vietnam)
- Theo Hinz (Allemagne de l'Ouest)

## Films en compétition
Les films suivants sont sélectionnés pour la compétition principale :
| Titre anglais                    | Titre original             | Réalisateur(s)              | Pays d'origine                       |
| -------------------------------- | -------------------------- | --------------------------- | ------------------------------------ |
| Alsino et le Condor              | Alcino y el condor         | Miguel Littín               | Nicaragua, Cuba, Mexique, Costa Rica |
| Amok                             | Amok                       | Souheil Ben-Barka           | Maroc, Guinée, Sénégal               |
| The Homeless One                 | Matlosa                    | Villi Hermann               | Suisse                               |
| Clash of Loyalties               | Al-mas' Ala Al-Kubra       | Mohamed Shukri Jameel       | Irak, Royaume-Uni                    |
| Back to the Sand Village         | Ve noi gio cat             | Hui Thanh                   | Vietnam                              |
| Vassa                            | Vassa                      | Gleb Panfilov               | Union soviétique                     |
| The Bicycle Racer                | El escarabajo              | Lisandro Duque Naranjo      | Colombie                             |
| Return from Hell                 | Întoarcerea din iad        | Nicolae Mărgineanu          | Roumanie                             |
| Pastorale heroica                | Pastorale heroica          | Henryk Bielski              | Pologne                              |
| Little Stones                    | Kieselsteine               | Lukas Stepanik              | Autriche                             |
| Demons in the Garden             | Demonios en el jardín      | Manuel Gutiérrez Aragón     | Espagne                              |
| Doctor Faustus (de)              | Doktor Faustus             | Franz Seitz                 | Allemagne de l'Ouest                 |
| Breathless                       | Ademloos                   | Mady Saks                   | Pays-Bas                             |
| The Smell of Quinces             | Miris dunja                | Mirza Idrizović             | Yougoslavie                          |
| Zappa                            | Zappa                      | Bille August                | Danemark                             |
| Winter of Our Dreams             | Winter of our Dreams       | John Duigan                 | Australie                            |
| Hiver 60                         | Hiver 60                   | Thierry Michel              | Belgique                             |
| The Outsiders                    | The Outsiders              | Francis Ford Coppola        | États-Unis                           |
| Jon                              | Jon                        | Jaakko Pyhälä               | Finlande                             |
| My Friend                        | Mi socio                   | Paolo Agazzi                | Bolivie                              |
| Concrete Pastures                | ...pasla kone na betone    | Štefan Uher                 | Tchécoslovaquie                      |
| Nelisita                         | Nelisita                   | Ruy Duarte de Carvalho      | Angola                               |
| Night Rehearsal                  | Hatásvadászok              | Miklós Szurdi               | Hongrie                              |
| Les Misérables                   | Les Misérables             | Robert Hossein              | France                               |
| Homecoming Song                  | To tragoudi tis epistrofis | Yannis Smaragdis            | Grèce                                |
| Five Fingers of One Hand         | Five Fingers of One Hand   | I. Hyamgavaa, B. Baljinniam | Mongolie                             |
| Balance                          | Ravnovesie                 | Lyudmil Kirkov              | Bulgarie                             |
| Hometown                         | Furusato                   | Seijirō Kōyama              | Japon                                |
| The Compass Rose                 | La rosa de los vientos     | Patricio Guzmán             | Cuba, Spain, Venezuela               |
| The Deal                         | El arreglio                | Fernando Ayala              | Argentine                            |
| Seventh Man                      | Ezhavathu manithan         | K. Hariharan                | Inde                                 |
| Sargento Getúlio                 | Sargento Getúlio           | Hermanno Penna              | Brésil                               |
| Guerilla from the North          | El guerrillero del norte   | Francisco Guerrero          | Mexique                              |
| Harvesting of Steel              | Moissons d'acier           | Ghaouti Bendedouche         | Algérie                              |
| Bonheur d'occasion               | Bonheur d'occasion         | Claude Fournier             | Canada                               |
| L'Ombre de la terre              | Dhil al ardh               | Taieb Louhichi              | Tunisie, France                      |
| Sunset Street                    | Xizhao jie                 | Wang Haowei                 | Chine                                |
| The Street Player                | El harrif                  | Mohamed Khan                | Égypte                               |
| Frances                          | Frances                    | Graeme Clifford             | États-Unis, Royaume-Uni              |
| The Painter                      | Målaren                    | Göran du Rées               | Suède                                |
| Zille and Me                     | Zille und ick              | Werner W. Wallroth          | Allemagne de l'Est                   |
| I Know That You Know That I Know | Io so che tu sai che io so | Alberto Sordi               | Italie                               |

## Récompenses
- Médaille d'or :
  - Amok de Souheil Ben-Barka
  - Alsino et le Condor de Miguel Littín
  - Vassa de Gleb Panfilov
- Prix spéciaux - pour leur contribution au cinema:
  - Alberto Sordi pour I Know That You Know That I Know
  - Robert Hossein pour Les Misérables
- Médaille d'argent :
  - Balance de Lyudmil Kirkov
  - Doctor Faustus by Franz Seitz
  - Concrete Pastures by Štefan Uher
- Prix :
  - Meilleur acteur : Wirgiliusz Gryń pour Pastorale heroica
  - Meilleur acteur : Yoshi Katō pour Hometown
  - Meilleure actrice : Judy Davis pour Winter of Our Dreams
  - Meilleure actrice : Jessica Lange pour Frances
  - Shadow of the Earth de Taieb Louhichi
- Diplômes spéciaux :
  - The Deal de Fernando Ayala
  - Five Fingers of One Hand de I. Hyamgavaa, B. Baljinniam
  - Return from Hell de Nicolae Mărgineanu
- Prix FIPRESCI:
  - Demons in the Garden de Manuel Gutiérrez Aragón
  - Sans témoins de Nikita Mikhalkov

## Source de la traduction
- (en) Cet article est partiellement ou en totalité issu de l’article de Wikipédia en anglais intitulé « 13th Moscow International Film Festival » (voir la liste des auteurs).